# Floriansbasilika

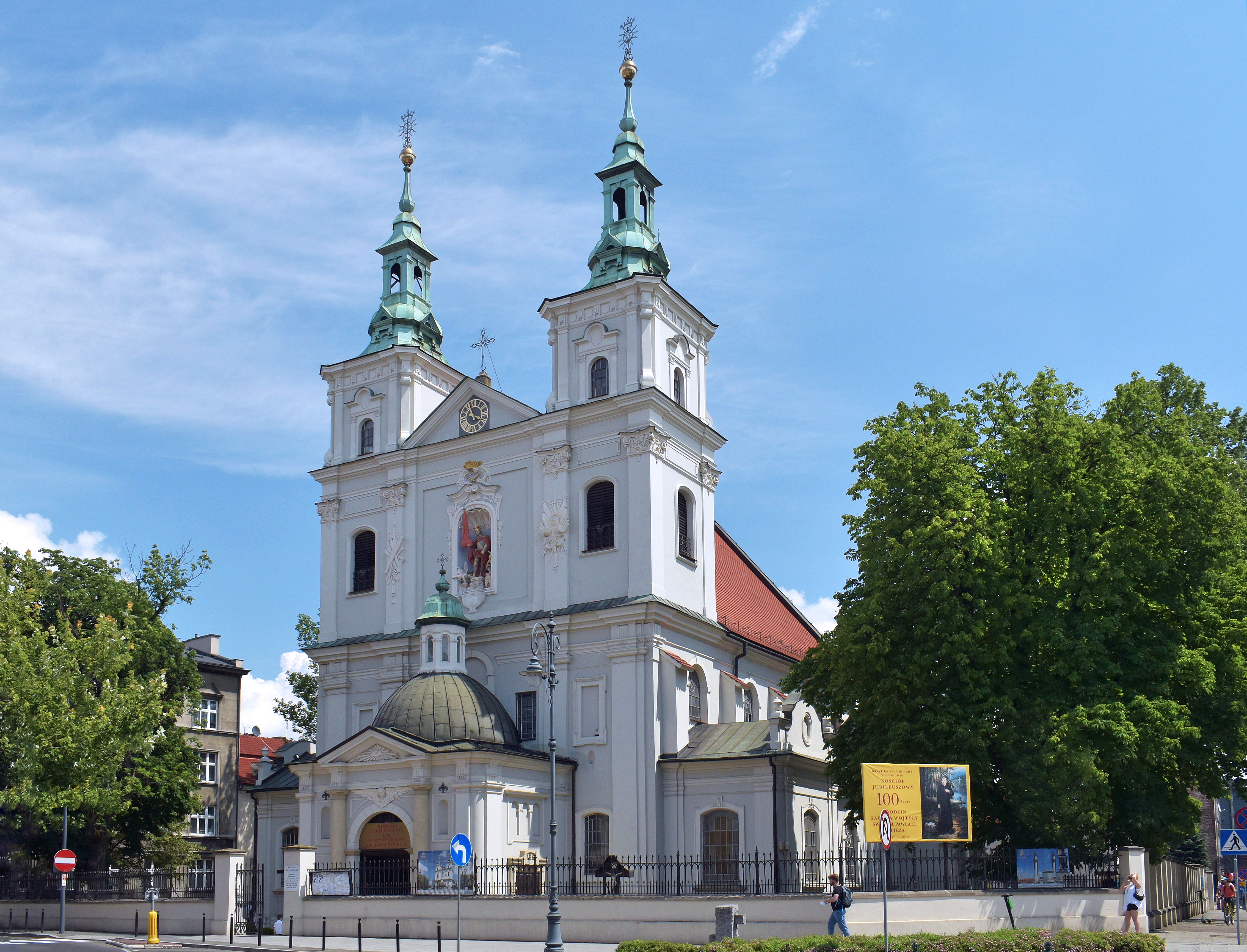
Floriansbasilika

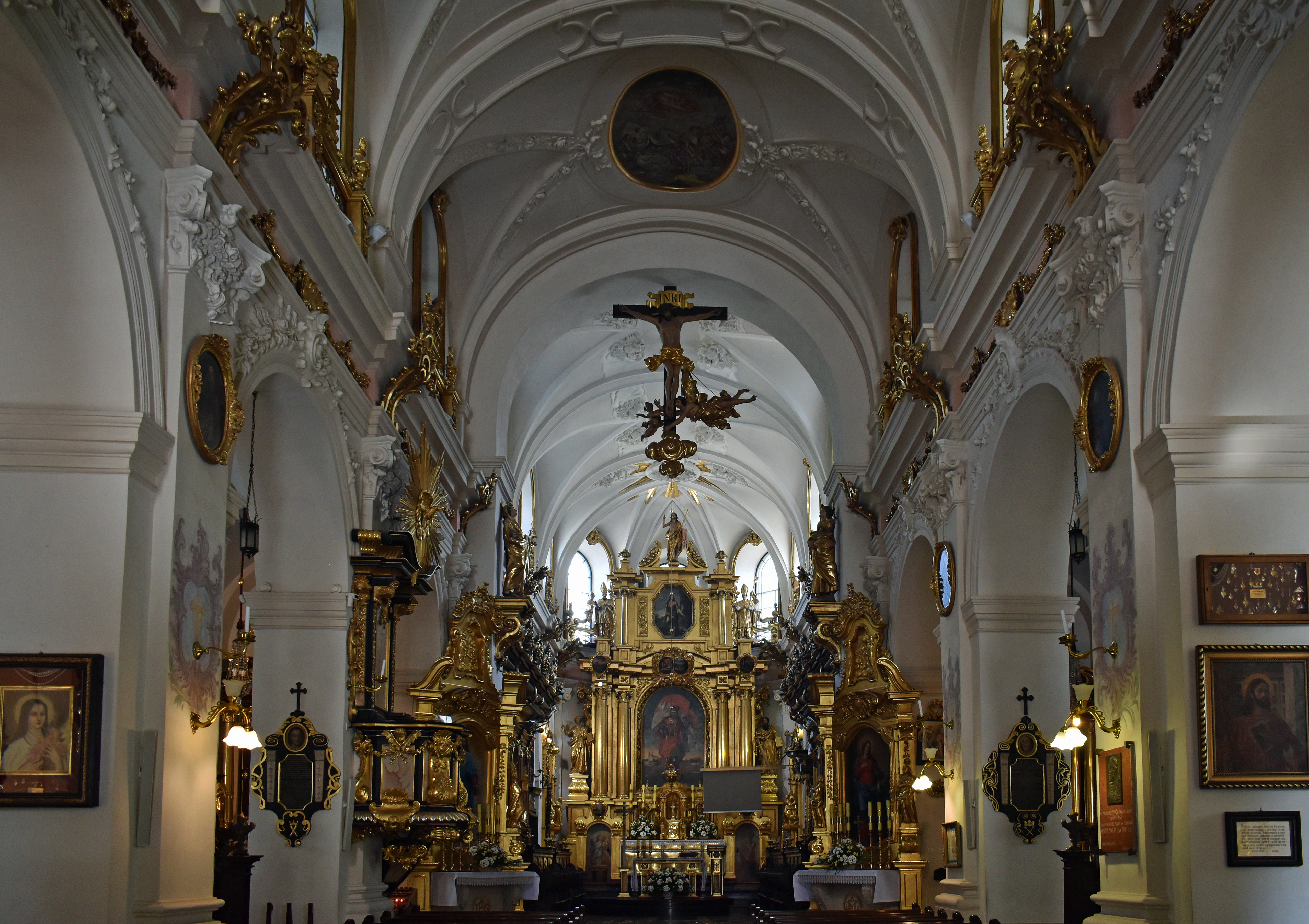
Innenraum

Die Floriansbasilika (polnisch Bazylika św. Floriana) in Krakau ist eine katholische Barockbasilika an der Ulica Kurniki 2 neben dem Jan-Matejko-Platz im Stadtteil Kleparz nördlich der Krakauer Altstadt, konkret des Florianstors.

## Geschichte
Die Kirche wurde in den Jahren 1185 bis 1216 im romanischen Stil vor der Stadtmauer der Krakauer Altstadt erbaut. Sie wurde vom Krakauer Bischof Wincenty Kadłubek geweiht. 1272 wurde die Kirche als ecclesie ... beati Floriani... in Cracouia erwähnt. Die Stadt Florencja (Gründung im Jahr 1366, später Kleparz) wurde nach der Kirche benannt. An der Florianskirche waren die Krakauer Heiligen Johannes von Krakau (ab 1439) und Johannes Paul II. (1949–1951) sowie Martinus Vadovius (ab 1617) tätig. Nach der Zerstörung während der Schwedischen Sintflut wurde die Kirche im barocken Stil in den Jahren von 1657 bis 1684 wieder aufgebaut. Zeitweise waren in der Kirche Königin Luisa Maria Gonzaga und Tadeusz Kościuszko bestattet. Stanisław Wyspiański heiratete 1901 in der Kirche Teofila Pytkówna. 1999 wurde die Kirche durch Papst Johannes Paul II. in den Rang einer Basilica minor erhoben, der die Kirche am 9. Juni 1997 besucht hatte.